# Vos Sos Dios
Vos Sos Dios es el primer álbum de estudio  de la cantante, compositora y actriz argentina Brenda Asnicar. Fue lanzado el 18 de mayo de 2019 en Argentina, y el resto del mundo a través de plataformas digitales. Asnicar trabajó en su álbum de forma independiente, compuso y produjo todas las canciones del disco, en colaboración con Dorrego Music. El álbum contiene fuerte influencia Dance pop, con una mezclas de ritmos influenciados por otros géneros, como el R&B, el rock y tendencias recientes como el Trap.
El álbum musical cuenta con la colaboración de artistas invitados como el pianista argentino Lito Vitale, quien grabó «Cigala» y el músico, cantautor y productor Charly García, interpretando un cover de «You're So Vain» junto con Asnicar, con la intención de obtener una fusión de géneros.
El álbum se posicionó en el número uno de iTunes en Argentina. Vos Sos Dios ha sido descrito por Asnicar como «un empoderamiento al espíritu de todos nosotros», representando la versatilidad y la maduración artística de la artista.

## Antecedentes
Asnicar ha mostrado a lo largo de su carrera como actriz interés por la música, grabando diversas bandas sonoras para las series y telenovelas que ha protagonizado, como Patito Feo (2007-2008) y Cumbia Ninja (2013-2015). Debido al éxito internacional de ambos proyectos, la posibilidad de publicar su primer álbum debut le había sido ofrecida por diversas discográficas desde 2010, pero Asnicar expresaba preferencia por producir su propio álbum de forma independiente, publicando el sencillo «Tus Juegos» el 23 de noviembre de 2011. Dos años después, mientras la artista continuaba en el proceso de descubrimiento del sonido para el álbum, publicó «Salten Como Yo», sencillo lanzado el 5 de julio de 2013.

"Es un proceso más personal en este momento de mi vida. Tengo muchas cosas que estoy haciendo sola. Empecé a producir. Estoy tratando de aprender. Me pregunto cómo me gustaría que sea mi disco, me trae muchas preguntas, me genera la incertidumbre de cómo quiero sonar, qué quiero decir [...] No estoy apurada en sacar un disco ahora. Creo que sería un error apurar un proceso que es muy lindo. Yo empecé a trabajar a los 11 años y ya tengo 22; la mitad de mi vida trabajando. Siempre participo de programas que tienen música. Tengo tiempo y no quiero apurar las cosas. Si hubiese sacado un disco antes sería muy diferente a lo que soy ahora. Todavía estoy en un proceso de absorber conocimientos."
Brenda Asnicar

El 31 de agosto de 2018, lanzó el sencillo «Vi Que Estás OK» acompañado de su respectivo videoclip y una versión acústica, como primer adelanto del disco en el que seguía trabajando. Cuatro meses más tarde, publicó el sencillo «Tesoro» el 13 de diciembre de 2018, como segundo adelanto del álbum que vería la luz el próximo año. A principios de 2019, la artista reveló que después de intentar trabajar con distintos productores, no se sentía cómoda respecto a las imposiciones que las discográficas pretendían ejercer sobre la temática y géneros musicales a los que debería limitarse a la hora de grabar su primer álbum. Por ello, la artista finalmente anunció que publicaría su primer álbum musical como artista independiente el 18 de mayo de 2019, a través de las plataformas digitales, anunciando el título, la portada y el acto de presentación vía redes sociales.

"Quería que el disco fuera realmente mío, haciendo todo yo me doy cuenta que es un re trabajo pero me encanta porque me hace feliz, tengo mis propios tiempos y mi propia agenda. La libertad que te da la independencia no te la dan otras cosas. No es fácil tomar este camino, pero vale la pena. A mi me gusta la idea de hacer música, con quién quiero y cómo quiero."
Brenda Asnicar

## Lanzamiento y promoción
El 17 de mayo de 2019, se celebró la presentación de Vos Sos Dios, que tuvo lugar en Unísono, el estudio de grabación de Gustavo Cerati, ubicado en Vicente López, Buenos Aires. Asnicar organizó una velada íntima para presentar la obra hacia la prensa y mostrar un anticipo exclusivo de las canciones del álbum, presentando el primer single «Vi Que Estás OK». El equipo de Dorrego Music acompañó a la artista durante el acto y finalizaría con la participación del invitado especial Charly García, quien interpretaría junto con Asnicar la versión de «You're So Vain» además de otros temas del músico y Pedro Aznar, como «Pasajera En Trance» y «Solo Dios Sabe».

"Puedo decir de mi colega que es una persona muy profesional, se nota que ama la música por sobre todas las cosas. Vino al estudio y lo único que hicimos fue música, no hubo ninguna distracción, éramos solo nosotros haciendo lo que más nos gusta. Después de que pasó, no lo creía porque cuando sos independiente te cuesta tanto las cosas y que venga el que es una persona que admiro muchísimo y le interese, significa mucho para mi."
Brenda Asnicar a Charly Garcia

El álbum fue publicado el 18 de mayo de 2019 a través de las plataformas digitales, posicionándose en el número uno de iTunes en Argentina. El 21 de mayo la artista fue invitada al talkshow Incorrectas de America TV, donde interpretó «Cigala» en versión acústica. El 30 de mayo fue invitada al magazine Cortá por Lozano de Telefe, donde interpretó «Todo Excepto A Ti». El 6 de junio fue invitada al late show Nunca Es Tarde de FOX, donde interpretó «You´re So Vain» y «Cigala». El 16 de junio de 2019, «Wacho» fue lanzado como tercer sencillo del álbum.

## Sencillos
«Vi Que Estás OK», fue lanzado el 31 de agosto de 2018, acompañado de su respectivo videoclip y una versión acústica en colaboración con el grupo Dorrego Music, quienes formaron parte del proceso de composición. Además de ser el primer sencillo de Vos Sos Dios, es el primer sencillo como solista de la artista estrenado con videoclip.
«Tesoro», fue lanzado el 13 de diciembre de 2018 como segundo sencillo de Vos Sos Dios.
«Wacho», fue lanzado el 16 de junio de 2019 como tercer sencillo del álbum, acompañado de su respectivo videoclip grabado desde las alturas de Buenos Aires y dirigido por el hermano de la artista, Iván Asnicar.

## Contenido musical
El álbum abarca como principales géneros musicales el Pop y el dance, aunque también presenta ritmos influenciados por otros géneros, como el R&B, el Rock y tendencias recientes como el Trap. Asnicar compuso y produjo todas las canciones del disco, recibiendo apoyo de Fernando Cobo, Federico Sánchez Virgola y Nicolás Guerrieri, de Dorrego Music, quienes colaboraron en el proceso de composición. En total, la obra está constituida por once canciones.

"Con respecto a los géneros, no tengo tabúes con ninguno así que por eso nos animamos a hacer cosas distintas para cada canción. Todo el mundo piensa que el disco es pop, porque quizás yo les doy a pop, pero la verdad tiene de todo. Está Charly García haciendo una canción de Rock and Roll, está Lito Vitale tocando el piano y creando una tonada cubana, pero con elementos de trap. Es muy difícil encasillarse."
Brenda Asnicar

Vos Sos Dios cuenta con invitados especiales como los músicos Lito Vitale y Charly García, quienes interpretaron «Cigala» y «You're So Vain» respectivamente junto con la artista. Los principales temas abarcados en las letras de las canciones son la Madre Naturaleza, la influencia del ser humano sobre esta y el amor propio. Durante los últimos años de su estancia en la ciudad de Cali, Colombia, la artista ha compartido con el público la conexión espiritual que presenta hacia la naturaleza y el poder de generar vida, elementos influyentes para la composición del álbum.

## Lista de canciones
| Vos Sos Dios |                                      |                                                                                        |                                |          |  |
| N.º          | Título                               | Escritor(es)                                                                           | Productor(es)                  | Duración |  |
| 1.           | «Cigala» (con Lito Vitale)           | Brenda Asnicar · Sánchez Virgola · Martín Cobo · Valentino Fantini · Nicolás Guerrieri | Brenda Asnicar                 | 3:09     |  |
| 2.           | «Perfume De Jazmín»                  | Asnicar · Virgola · Cobo · Guerrieri                                                   | Brenda Asnicar                 | 4:03     |  |
| 3.           | «Voy A Devorarte»                    | Asnicar · Virgola · Cobo · Guerrieri                                                   | Brenda Daniela Asnicar Mendoza | 2:39     |  |
| 4.           | «Todo Excepto A Ti»                  | Asnicar · Virgola · Cobo · Lasauce · Godoy · Guerrieri                                 | Brenda Asnicar                 | 4:06     |  |
| 5.           | «Dame Tu Amor»                       | Asnicar · Virgola · Cobo · Guerrieri                                                   | Brenda Asnicar                 | 3:29     |  |
| 6.           | «Wacho»                              | Asnicar · Virgola · Cobo · Fantini · Guerrieri                                         | Brenda Daniela Asnicar Mendoza | 3:12     |  |
| 7.           | «Vi Que Estás OK»                    | Asnicar · Virgola · Cobo · Fantini · Guerrieri                                         | Brenda Asnicar                 | 3:05     |  |
| 8.           | «Tesoro»                             | Asnicar · Virgola · Cobo · Guerrieri                                                   | Brenda Asnicar                 | 3:35     |  |
| 9.           | «Buscándote»                         | Asnicar · Virgola · Cobo · Guerrieri                                                   | Brenda Asnicar                 | 3:01     |  |
| 10.          | «Yin y Yang»                         | Asnicar · Virgola · Cobo · Guerrieri                                                   | Brenda Asnicar                 | 2:31     |  |
| 11.          | «You're So Vain» (con Charly García) | Carly Simon                                                                            | Brenda Asnicar                 | 3:51     |  |
| 36:00        |                                      |                                                                                        |                                |          |  |